# 1318 Nerina
1318 Nerina è un asteroide della fascia principale del diametro medio di circa 13,02 km. Scoperto nel 1934, presenta un'orbita caratterizzata da un semiasse maggiore pari a 2,3078816 UA e da un'eccentricità di 0,2032994, inclinata di 24,64802° rispetto all'eclittica.
Prende il nome dal genere di pianta nerine.